# Kloulklubed
Kloulklubed es una localidad de Palaos en el estado de Peleliu.

## Demografía
Según estimación 2010 contaba con una población de 782 habitantes.